# Biblioteca (Foci I)
La Biblioteca (Βιβλιοθήκη) o Myriobiblos (Μυριόβιβλος), obra de Foci I, patriarca de Constantinoble d'entre els anys 858 i 886, és un recull de 280 avisos (tradicionalment anomenat còdex, a vegades en plural còdexs) sobre textos literaris de diversos gèneres llegits pel recensor. Els treballs comencen cap a l'any 843. Es còdexs són d'extensió molt variable, i van des de la simple menció del nom d'un autor amb un títol, fins a l'anàlisi de desenes de pàgines. Tracten sobre autors, sobre contingut de textos, sobre el judici que Foci I sobre ells, i sovint inclouen cites d'extensió variable. Segons Karl Krumbacher, és "l'obra més important de la història literària de l'edat mitjana".

## Descripció
Els autors esmentats, tots grecs, van cronològicament des d'Heròdot (segle V abans de la nostra era) al patriarca Nicèfor I de Constantinoble (mort l'any 828). La literatura profana cobreix 122 còdexs, que representen 99 autors; la resta (157 o 158 còdexs) prové de la literatura religiosa cristiana (sobretot tractats teològics, actes de concilis, i història eclesiàstica). Entre els 99 autors laics:
- Trenta-un són historiadors, la gran majoria d'època romana o romana d'Orient primerenca, tret d'Heròdot, Teopomp de Quios i Ctèsies de Cnidos;
- nou, oradors àtics (hi manca Licurg d'Atenes)
- nou, retòrics d'època romana (des de Dió Crisòstom fins a Corici de Gaza),
- sis, metges (en 10 còdexs),
- cinc, novel·listes (incloent-hi Heliodor d'Èmesa i Aquil·les Taci),
- quatre, filòsofs: Teofrast, només en tractats biològics; Enesidem, Hièrocles d'Alexandria i Damasci,
- setze, autors del glossari (inclosos set glossaris que apareixen en el mateix manuscrit).

No s'hi esmenta cap poeta. Tucídides, Xenofont, Plató, Aristòtil són esmentats de passada, però no se'ls consagra cap notícia. L'autor considera innecessari enumerar els treballs científics d'Euclides i Ptolemeu . Al voltant de dos terços de les obres profanes documentades no ens han arribat pas (la meitat de les obres en conjunt).
Entre les obres que no ens han arribat i de les quals Foci I en dona un relat relativament extens, que constitueix la part essencial del que en sabem, podem citar:
- la Història de Pèrsia i la Història de l'Índia de Ctèsies de Cnidos (còdex 72),
- la Història romana d'Olimpiodor de Tebes (còdex 80),
- els Babilònics de Iàmblic de Babilònia (còdex 94),
- les Meravelles del més enllà de Thule d'Antoni Diògenes (còdex 166),
- els Contes de Conó el mitògraf (còdex 186),
- la Nova història de Ptolemeu Quennos (còdex 190),
- la Història d'Heraclea des del pont de Memnó d'Heraclea (còdex 224),
- Crestomatia de Procle (còdex 239).

El recull està encapçalat per un prefaci en forma de carta dirigida per Foci I al seu germà Tarasi:
| « | Després de la decisió unànime dels membres de l'ambaixada i del sufragi del sobirà, que em van escollir per anar a una missió als assiris, em vas demanar, Taràsios, el meu estimat germà, que et posàssem per escrit els temes dels llibres, a la lectura dels quals no vas ser present. Vols alhora una diversió de la separació que t'és dolorosa, i un mitjà per conéixer, fins i tot de manera resumida i completament general, els llibres que encara no has llegit amb nosaltres. | » |

## Gènesi
Foci I solia llegir o haver llegit, si més no parcialment, i comentar breument, davant d'un grup d'estudiants i amics (a vegades amb el seu germà), obres de les quals havia trobat manuscrits, sovint antics. Al final de la lectura, resumia el contingut de l'obra o en feia transcriure passatges, i hi afegia observacions personals, quasi sempre amb un judici sobre l'estil de l'autor o autora.

### Creació del llibre i prefaci
En un moment donat, l'escolliren per a formar part d'una ambaixada enviada als "assiris" (és a dir, els àrabs, segons la terminologia anacrònica utilitzada sovint pels estudiosos romans d'Orient). Aquesta missió s'ha identificat mitjançant referències encreuades de fonts romanes d'Orient, àrabs i eslaves: es tracta d'una ambaixada al califa de Bagdad Jafar al-Mutawàkkil, dirigida pel palatí Jordi, i encarregada de negociar un intercanvi de presoners. Va eixir de Constantinoble a la fi del 855, l'intercanvi va tenir lloc al febrer del 856, i els diplomàtics en van tornar a l'abril. Després d'haver estat designat per a participar en l'ambaixada, el seu germà Tarasi li va demanar que aprofitàs el poc temps que el separava de l'eixida (probablement unes poques setmanes, a principis de la tardor del 855) per recollir-lo i transcriure els avisos de diverses dates (en anys anteriors) corresponents a les sessions de lectura en què Tarasi no havia estat present. Foci, doncs, va lliurar el recull al seu germà abans de la seua marxa, amb una carta de presentació, que hui constitueix el prefaci de l'obra.
Aquesta és, en tot cas, la interpretació més senzilla d'aquest prefaci, que n'ha produït moltes altres, inclosa la pura i simple ficció literària.

### Documentació
Per a la documentació sobre llibres i autors, Foci degué utilitzar obres de referència com l'Όνοματολόγος (Onomatòleg: 'col·lector de paraules') d'Hesiqui de Milet, també explotat per l'autor de la Suïdas al segle X; també, però, les notícies biogràfiques que apareixien sovint en els manuscrits. La terminologia de la seua crítica literària el relaciona amb la tradició d'Hermògenes de Tars, en què es degué haver format. Els seus judicis, en la mesura en què se'n poden jutjar a partir d'exemples, són personals i no manllevats de crítics anteriors. Els continguts de les notícies poden ser molt diferents en la forma, a vegades centrats en la història literària, d'altres en l'anàlisi i el judici estilístic o intel·lectual; o ser una sèrie d'extractes literals, o cites integrades en un resum. Foci I sovint imita en les notícies l'estil o el lèxic de l'obra que presenta, tant que pot resultar difícil, quan els resumeix, distingir els extractes literals de les frases introductòries o de connexió.

## Transmissió
- Edgar Martini, Textgeschichte des Bibliotheke des Patriarchen Photios von Konstantinople (Text d'història de la Biblioteca del patriarca Photios de Constantinoble), Leipzig, 1911.
- Albert Severyns, Recherches sur la Chrestomathie de Proclos. Le «codex» 239 de Photios (Recerca sobre la Crestomatia de Proclos. EL"còdex» 239 de Photios, París-Lieja, 1938, 2 vol.

Els dos manuscrits més antics que se'n conserven, el Marcianus 450 (segle X) i el Marcianus 451 (segle XII), són totalment independents: l'ordre dels còdexs és diferent: certs buits no els són comuns. Tots els altres manuscrits depenen de l'un o de l'altre. Només un altre manuscrit, el Parisinus gr. 1266 (segle XIII), que és una còpia del Marcianus 450, ajuda a omplir-ne un buit de cap al final.
L'editio princeps n'és de David Hœschel, publicada a Augsburg el 1601, després d'alguns intents avortats al segle XVI. La primera traducció llatina d'aquesta edició, del jesuïta d'Anvers André Schott, aparegué també a Augsburg el 1606. Tots dos els va reimprimir junts a Ginebra l'any 1611 Paul Estienne, i a Rouen l'any 1653 Jean i David Berthelin. Per a una història ben documentada de l'edició de Rouen del 1653, caldria llegir La biblioteca del patriarca - Foci censurat a la França de Mazarin, de Luciano Canfora (Belles Lettres - Collection l'Âne d'Or - 2003).
La primera edició crítica moderna en fou la d'Immanuel Bekker, publicada a Berlín en dos volums el 1824 i el 1825, i després reimpresa en un sol volum. La patrologia grega de Migne reprodueix el text grec de Bekker i la traducció llatina de Schott en el seu vol. 103 i al començament del seu vol. 104 (París, 1860).
L'edició següent, del belga René Henry, és l'edició bilingüe grecofrancesa publicada del 1959 al 1977 en 8 volums (amb un volum d'índex el 1991) per Belles Lettres (i reeditada el 2003).

## En la cultura popular
La Biblioteca de Foci I és el cor de l'argument d'Ink and Fire (2021), una novel·la històrica d'Heliane Bernard i Christian Alexandre Faure, volum 3 de la saga Black Teeth (Les dents negres) que presenta l'aventura de la impremta i els llibres entre Lió i Venècia a l'albada del segle XVI.